# Region Madre de Dios
Region Madre de Dios – jeden z 25 regionów w Peru. Stolicą jest miasto Puerto Maldonado.

## Podział administracyjny regionu
Region Madre de Dios podzielony jest na 3 prowincje, które obejmują 11 dystrykty.
| Prowincja | Stolica prowincji | Liczba dystryktów | UBIGEO |
| --------- | ----------------- | ----------------- | ------ |
| Tambopata | Puerto Maldonado  | 4                 | 1701   |
| Manú      | Salvación         | 4                 | 1702   |
| Tahuamanu | Iñapari           | 3                 | 1703   |